# 사투르누스 (루벤스)
《사투르누스》(스페인어: Saturno, 영어: Saturn) 또는 《자식을 잡아먹는 사투르누스》(스페인어: Saturno devorando a su hijo, 영어: Saturn Devouring His Son)는 플랑드르 화가 페테르 파울 루벤스가 1636년에 그린 그림으로, 현재 마드리드의 프라도 미술관에 소장되어 있다.
이 작품은 당시 스페인 국왕 펠리페 4세가 왕립 별장인 토레 데 라 파라다에 걸기 위해 의뢰하여 그린 작품으로, 루벤스가 이탈리아를 여행하면서 접한 미켈란젤로의 영향을 잘 보여준다. 그림 위쪽에 있는 세 개의 별은 이 그림이 완성되기 몇 년 전에 갈릴레오 갈릴레이가 관측한 토성(라틴어: Saturnus)을 나타낸다. 중앙의 별은 토성이고, 양 옆의 다른 두 별은 그가 토성과 일직선상에 있다고 생각한 별이다. 실제로 그 두 별은 그의 망원경으로는 구별하기 어려웠던 토성의 고리였다.
이 그림은 자식을 잡아먹는 티탄 크로노스의 그리스 신화를 표현한 것이다. 원래 신화에서 크로노스는 자기 자식들을 통째로 삼켰고 나중에 그들을 뱉어냈다. 이 그림에서는 크로노스가 그의 자식 중 한 명을 한 입 베어물고 있는 모습이 묘사되어 있다.

## 같이 보기
- 사투르누스
- 자식을 잡아먹는 사투르누스